# Aneilema angolense
Aneilema angolense är en himmelsblomsväxtart som beskrevs av Charles Baron Clarke. Aneilema angolense ingår i släktet Aneilema och familjen himmelsblomsväxter.
Artens utbredningsområde är Angola.

## Underarter
Arten delas in i följande underarter:
- A. a. angolense
- A. a. luteum